# Gerald Seligman
Gerald Abraham Seligman (* 26. März 1886 in London; † 21. Februar 1973) war ein britischer Glaziologe und Gründer der International Glaciological Society.

## Leben
Gerald Seligman wurde als siebtes und jüngstes Kind des Bankkaufmanns Isaac Seligman (1834–1928) und seiner Frau Lina Messel (1851–1925) aus Darmstadt geboren. Seine Eltern waren beide deutsch-jüdischer Herkunft. Von 1900 bis 1903 besuchte Seligman die Harrow School und wechselte anschließend auf das Wye College in Kent. Von 1905 bis 1908 studierte er am Trinity Hall College in Cambridge Naturwissenschaften mit einem Schwerpunkt auf Chemie und Geologie. Nach dem Abschluss mit Auszeichnung schloss er sich seinem Bruder Richard J. S. Seligman an, der mit dem neugegründeten Unternehmen Aluminium Plant and Vessel Spezialprodukte für die chemische Industrie und die Brauwirtschaft produzierte. Unterbrochen von einem Einsatz in Ostafrika während des Ersten Weltkriegs war Seligman die nächsten 22 Jahre in dem Unternehmen tätig. Seligman starb nach langer Krankheit 1973 im Alter von 86 Jahren.

## Wirken
Schon in der Zeit im Unternehmen seines Bruders entwickelt Gerald Seligman eine große Begeisterung für die Bergwelt und verbrachte seine Urlaube in den Alpen oder in Norwegen, wo er zahllose Skitouren unternahm. Er trat dem 1907 gegründeten Ski Club of Great Britain bei, deren Präsident er 1927 wurde. 1931 zog er sich aus dem Unternehmen zurück und widmete sich ganz dem wissenschaftlichen Studium von Schnee und Eis. Er forschte ein Jahr am Scott Polar Research Institute in Cambridge und schrieb das einflussreiche Buch Snow structure and ski fields (1936). Im gleichen Jahr organisierte er die erste britische Gletscher-Expedition zur Forschungsstation Jungfraujoch am Aletschgletscher in der Schweiz. Daraus entstanden zahlreiche Arbeiten zu grundlegenden Aspekten der Glaziologie. Ebenfalls 1936 gründete er die Association for the study of Snow and Ice und wurde deren erster Präsident. Während des Zweiten Weltkriegs war Seligman im Meteorologischen Dienst tätig.
Nach dem Ende des Krieges gründete er das Journal of Glaciology. Die Association wurde in British Glaciological Society umbenannt, 1962 wurde daraus die International Glaciological Society. Sowohl die wissenschaftliche Gesellschaft als auch die Zeitschrift wurden zentral für die internationale Glaziologie. Als Präsident der Gesellschaft und Mitherausgeber der Zeitschrift kam Seligman eine wichtige Rolle bei Entwicklung der Glaziologie zu. 1963 trat er als Präsident der Gesellschaft zurück, blieb aber fünf weitere Jahre Herausgeber des Journal of Glaciology.
Nach Seligman ist eine ausladende Bucht an der Bowman-Küste des Grahamlands auf der Antarktischen Halbinsel benannt, das Seligman Inlet. Die Glaciological Society verleiht den nach ihm benannten Seligman Crystal Award.

## Auszeichnungen
- Pery Medal des Ski Club of Great Britain (1933)[2]
- Back Award der Royal Geographical Society (1940)[5]
- Victoria-Medaille der Royal Geographical Society (1959)[6]
- Ehrendoktor der Universität Innsbruck (1963)[7]
- Seligman Crystal der Glaciological Society (1963)[2]